# Myrtle Fillmore
Mary Caroline « Myrtle » Page Fillmore est une écrivaine et institutrice américaine née le 6 août 1845 dans l'Ohio et morte le 6 octobre 1931 au Missouri, cofondatrice avec son mari Charles Fillmore de l'Église d'unité, un mouvement chrétien de la Nouvelle Pensée.

## Biographie

### Enfance et études
Fillmore est le septième enfant (sur huit) d'un homme d'affaires et agriculteur de l'Ohio. Elle a des parents méthodistes stricts, mais rejette leurs enseignements puritains. Pendant la majeure partie de son enfance et jusqu'à l'âge adulte, elle connait « tous les maux de l'esprit et du corps que je pouvais supporter. La médecine et les médecins ont cessé de me soulager et j'étais désespérée », dit-elle. Après avoir lutté contre de nombreux maux médicaux pour lesquels la médecine orthodoxe (de l'époque) n'était pas à la hauteur, elle s'« éveille » finalement à l'autoguérison spirituelle qui, selon elle, améliore grandement sa santé, y compris guérissant sa tuberculose chronique.
Très jeune, elle développe également un goût prononcé pour la lecture. À l'âge de vingt et un ans, elle s'inscrit au Literary Course for Ladies (cours littéraire pour dames) d'Oberlin College, d'une durée d'un an. Après avoir obtenu son diplôme en 1867, elle enseigne dans les écoles publiques de Clinton, dans le Missouri, puis de Denison, au Texas. C'est là qu'elle rencontre Charles Fillmore, qu'elle épouse en 1881. D'abord installés à Gunnison, dans le Colorado, ils déménagent à Pueblo, dans le Colorado, où naissent leurs deux premiers fils, Lowell en 1882 et Rickert en 1884. La famille déménage ensuite à Omaha, dans le Nebraska, puis à Kansas City, dans le Missouri, où naît leur troisième fils, Royal, en 1889.

### Introduction à la Nouvelle Pensée
Après la naissance de leurs deux premiers fils, la famille s'installe à Kansas City, dans le Missouri. Deux ans plus tard, en 1886, Charles et Myrtle assistent à des cours de Nouvelle Pensée donnés par le Dr E. B. Weeks. Myrtle guérit par la suite d'une tuberculose chronique et attribue sa guérison à la prière et à d'autres méthodes apprises dans les cours de Weeks. Par la suite, Charles commence à guérir de son accident d'enfance, une évolution qu'il attribue également à l'application de ce mouvement religieux. Charles Fillmore se consacre à l'étude de la philosophie et de la religion.
En 1889, Charles et Myrtle commencent à publier un nouveau périodique, Modern Thought, qui se distingue notamment par le fait qu'il est le premier à accepter de publier les écrits de William Walker Atkinson, pionnier de la Nouvelle Pensée, alors âgé de 27 ans. En 1890, ils annoncent la création d'un groupe de prière plus tard appelé Silent Unity. En 1891, le magazine Unity de Fillmore est publié pour la première fois. Le Dr H. Emilie Cady y publie des Lessons in Truth. Ses textes sont ensuite compilés et publiés dans un livre du même titre, qui a sert d'ouvrage fondateur à l'Église d'unité. Bien que Charles n'ait pas l'intention de faire d'Unity une dénomination, ses étudiants souhaitent un groupe plus organisé. Lui et sa femme sont parmi les premiers ministres ordonnés de l'Église d'unité en 1906. Charles et Myrtle Fillmore dirigent les organisations Unity à partir d'un campus situé près du centre-ville de Kansas City.

### Mort
Myrtle Fillmore meurt en 1931. L'unité se poursuit et devient un mouvement mondial.